# Premis Oscar de 1957
Els Premis Oscar de 1957 (en anglès: 30th Academy Awards) foren presentats el 26 de març de 1958 en una cerimònia al RKO Pantages Theatre de la ciutat de Los Angeles als Estats Units presentat per Bob Hope, Rosalind Russell, David Niven, James Stewart, Jack Lemmon i l'Ànec Donald (veu de Clarence Nash). Fou la primera vegada que es va retransmetre per televisió en directe.
La pel·lícula més nominada de la nit fou Sayonara de Joshua Logan amb deu candidatures, si bé rebé finalment només quatre premis. La guanyadora fou El pont sobre el riu Kwai de David Lean que amb vuit nominacions n'aconseguí guanyar set, entre ells millor pel·lícula, director, actor principal i guió adaptat entre d'altres. El guió, inspirat en l'obra del mateix nom del novel·lista francès Pierre Boulle (1912-1994) va ser escrit per Carl Foreman i Michael Wilson. Tot i això, Boule que ni parlava anglès, va rebre el premi al millor guió adaptat, com que Foreman i Wilson es trobaven a la llista negra de d'autors «filocomunistes» de Hollywood al marc de la persecució macarthista. El 1984 l'Acadèmia decidí de restituir-les el premi pòstumament.
La gran perdedora de la nit fou Peyton Place de Mark Robson, que amb nou nominacions no aconseguí cap premi, empatant així amb La lloba de William Wyler (1941). Peyton Place, així mateix, té el rècord negatiu amb cinc actors nominats que van tornar amb el sarró buit, un fet que igualà el 1963 Tom Jones de Tony Richardson (1963).
Amb l'Oscar a la millor actriu Joanne Woodward va esdevenir la primera actriu a guanyar-ne un per interpretar tres personatges diferents (Eva Blanco, Eve Black i Jane) a The Three Faces of Eve de Nunnally Johnson. Va ser també el primer film a guanyar aquest premi sense ser nominada en cap altra categoria, d'adès que Bette Davis en va guanyar un per a Dangerous el 1935. Caldria esperar 31 anys més fins que Jodie Foster en guanyés un amb el seu paper a Acusats el 1988.
En aquesta edició es va suprimir el premi de millor història, així com el de millor banda sonora - Musical, si bé aquest l'any següent fou reincorporat i ja no es va distingir entre pel·lícules en blanc i negre o color.

## Premis
| Millor pel·lícula | Millor director |
| --- | --- |
| - El pont sobre el riu Kwai (Sam Spiegel per Horizon Pictures) - Dotze homes sense pietat (Henry Fonda i Reginald Rose per United Artists) - Peyton Place (Jerry Wald per Jerry Wald Productions) - Sayonara (William Goetz per Warner Bros.) - Testimoni de càrrec (Arthur Hornblow Jr. per Edward Small Productions)                                        | - David Lean per El pont sobre el riu Kwai - Sidney Lumet per Dotze homes sense pietat - Billy Wilder per Testimoni de càrrec - Joshua Logan per Sayonara - Mark Robson per Peyton Place |
| Millor actor | Millor actriu |
| - Alec Guinness per El pont sobre el riu Kwai com a Tinent Coronel Nicholson - Marlon Brando per Sayonara com a Major Lloyd Gruver - Anthony Franciosa per A Hatful of Rain com a Polo Pope - Charles Laughton per Testimoni de càrrec com a Sir Wilfrid Robarts - Anthony Quinn per Wild Is the Wind com a Gino                                              | - Joanne Woodward per The Three Faces of Eve com a Eve White/Eve Black/Jane - Deborah Kerr per Heaven Knows, Mr. Allison com a Germana Angela - Anna Magnani per Wild Is the Wind com a Gioia - Elizabeth Taylor per L'arbre de la vida com a Susanna Drake - Lana Turner per Peyton Place com a Constance MacKenzie |
| Millor actor secundari | Millor actriu secundària |
| - Red Buttons per Sayonara com a Joe Kelly - Vittorio De Sica per Adéu a les armes com a Major Alessandro Rinaldi - Sessue Hayakawa per El pont sobre el riu Kwai com a Coronel Saito - Arthur Kennedy per Peyton Place com a Lucas Cross - Russ Tamblyn per Peyton Place com a Norman Page                                                                   | - Miyoshi Umeki per Sayonara com a Katsumi Kelly - Carolyn Jones per La nit dels marits com a The Existentialist - Elsa Lanchester per Testimoni de càrrec com a Miss Plimsoll - Hope Lange per Peyton Place com a Selena Cross - Diane Varsi per Peyton Place com a Allison MacKenzie |
| Millor guió original | Millor guió adaptat |
| - George Wells per Designing Woman - Federico Fellini, Tullio Pinelli i Ennio Flaiano per Els inútils - Leonard Gershe per Funny Face - Ralph Wheelwright, R. Wright Campbell, Ivan Goff i Ben Roberts per L'home de les mil cares - Barney Slater, Joel Kane i Dudley Nichols per The Tin Star                                                               | - Michael Wilson, Carl Foreman i Pierre Boulle per El pont sobre el riu Kwai (sobre hist. de P. Boulle) - Reginald Rose per Dotze homes sense pietat (sobre guió televisiu propi) - John Michael Hayes per Peyton Place (sobre hist. de Grace Metalious) - Paul Osborn per Sayonara (sobre hist. de James A. Michener) - John Lee Mahin i John Huston per Heaven Knows, Mr. Allison (sobre hist. de Charles Shaw)                                                  |
| Millor pel·líucula de parla no anglesa | Millor documental |
| - Les nits de la Cabiria de Federico Fellini (Itàlia) - Mother India de Mehboob Khan (Índia) - Nachts, wenn der Teufel kam de Robert Siodmak (RFA) - Ni Liv d'Arne Skouen (Noruega) - Porta dels lilàs de René Clair (França) | - Albert Schweitzer de Jerome Hill - On the Bowery de Lionel Rogosin - Torero! de Manuel Barbachano Ponce |
| Millor banda sonora | Millor cançó original |
| - Malcolm Arnold per El pont sobre el riu Kwai - Hugo Friedhofer per Tu i jo - Hugo Friedhofer per El nen del dofí - Paul J. Smith per Perri - Johnny Green per L'arbre de la vida | - Jimmy Van Heusen (música); Sammy Cahn (lletra) per The Joker Is Wild («All the Way») - Harry Warren (música); Leo McCarey i Harold Adamson (lletra) per Tu i jo («An Affair to Remember») - Sammy Fain (música); Paul Francis Webster (lletra) per April Love («April Love») - Dimitri Tiomkin (música); Ned Washington (lletra) per Wild Is the Wind («Wild Is the Wind») - Ray Evans i Johnny Livingston (música i lletra) per Tammy and the Bachelor («Tamy») |
| Millor direcció artística | Millor fotografia |
| - Ted Haworth; Robert Priestley per Sayonara - Hal Pereira i George W. Davis; Sam Comer i Ray Moyer per Funny Face - William A. Horning i Urie McCleary; Edwin B. Willis i Hugh Hunt per L'arbre de la vida - William A. Horning i Gene Allen; Edwin B. Willis i Richard Pefferle per Les Girls - Walter Holscher; William Kiernan i Louis Diage per Pal Joey | - Jack Hildyard per El pont sobre el riu Kwai - William C. Mellor per Peyton Place - Ray June per Funny Face - Milton Krasner per Tu i jo - Ellsworth Fredericks per Sayonara |
| Millor so | Millor vestuari |
| - George Groves per Sayonara - George Dutton per Duel de titans - Wesley C. Miller per Les Girls - Gordon E. Sawyer per Testimoni de càrrec - John P. Livadary per Pal Joey | - Orry-Kelly per Les Girls - Charles LeMaire per Tu i jo - Edith Head i Hubert de Givenchy per Funny Face - Jean Louis per Pal Joey - Walter Plunkett per L'arbre de la vida |
| Millor muntatge | Millors efectes especials |
| - Peter Taylor per El pont sobre el riu Kwai - Arthur P. Schmidt i Philip W. Anderson per Sayonara - Viola Lawrence i Jerome Thoms per Pal Joey - Daniel MandellTestimoni de càrrec - Warren Low per Duel de titans | - Walter Rossi per The Enemy Below - Louis Lichtenfield per L'esperit de St. Louis |
| Millor curtmetratge | Millor curtmetratge d'animació |
| - The Wetback Hound de Larry Lansburgh - A Chairy Tale de Norman McLaren - City of Gold de Tom Daly - Foothold on Antarctica de James Carr - Portugal de Ben Sharpsteen | - Birds Anonymous d'Edward Selzer - One Droopy Knight de William Hanna i Joseph Barbera - Tabasco Road d'Edward Selzer - Trees and Jamaica Daddy de Stephen Bosustow - The Truth About Mother Goose de Walt Disney |

## Oscars Honorífics
- Charles Brackett - pel seu destacat servei a l'Acadèmia. [estatueta]
- B. B. Kahane - pels seus serveis distingits a la indústria cinematogràfica. [estatueta]
- Gilbert M. Anderson «Broncho Billy» - pioner del cinema, per les seves contribucions al desenvolupament del cinema com entreteniment. [estatueta]
- Society of Motion Picture and Television Engineers - per les seves contribucions a la promoció de la indústria cinematogràfica. [estatueta]

## Premi Humanitari Jean Hersholt
- Samuel Goldwyn

## Presentadors
- June Allyson: millors efectes especials
- Fred Astaire i Dana Wynter: millor pel·lícula de parla no anglesa
- Ernest Borgnine i Cyd Charisse: millors documentals
- Joan Collins: millor fotografia
- Gary Cooper: millor pel·lícula
- Wendell Corey i Robert Ryan: millor vestuari
- Bette Davis: Premis Honorífics
- Doris Day i Clark Gable: millors guions
- Anita Ekberg i Vincent Price: millor música i cançó original
- Cary Grant: millor actor
- Rock Hudson i Jennifer Jones: millors curtmetratges
- Van Johnson i Dorothy Malone: millor so
- Hope Lange i Ronald Reagan: Premis Científics i Tècnics
- Sophia Loren: millor director
- Paul Newman i Joanne Woodward: millor muntatge
- Gregory Peck i Eva Marie Saint: millor direcció artística
- Lana Turner: millor actor secundari
- John Wayne: millor actriu

### Actuacions
- Anna Maria Alberghetti, Ann Blyth, Shirley Jones, Tab Hunter, Jimmie Rodgers i Tommy Sands interpreten «April Love» d'April Love
- Vic Damone interpreta «An Affair to Remember» de Tu i jo
- Kirk Douglas i Burt Lancaster interpreten «It's Great Not to Be Nominated»
- Rock Hudson i Mae West interpreten «Baby, It's Cold Outside»
- Johnny Mathis interpretea «Wild Is the Wind» de Wild Is the Wind
- Debbie Reynolds interpreta «Tammy» de Tammy and the Bachelor

## Múltiples nominacions i premis
| Les següents pel·lícules van rebre diverses nominacions: - 10 nominacions: Sayonara - 9 nominacions: Peyton Place - 8 nominacions: El pont sobre el riu Kwai - 6 nominacions: Testimoni de càrrec - 4 nominacions: L'arbre de la vida, Funny Face, Pal Joey i Tu i jo - 3 nominacions: Dotze homes sense pietat, Les Girls i Wild Is the Wind - 2 nominacions: Duel de titans i Heaven Knows, Mr. Allison | Les següents pel·lícules van rebre més d'un premi: - 7 premis: El pont sobre el riu Kwai - 4 premis: Sayonara |